# EREMA Group

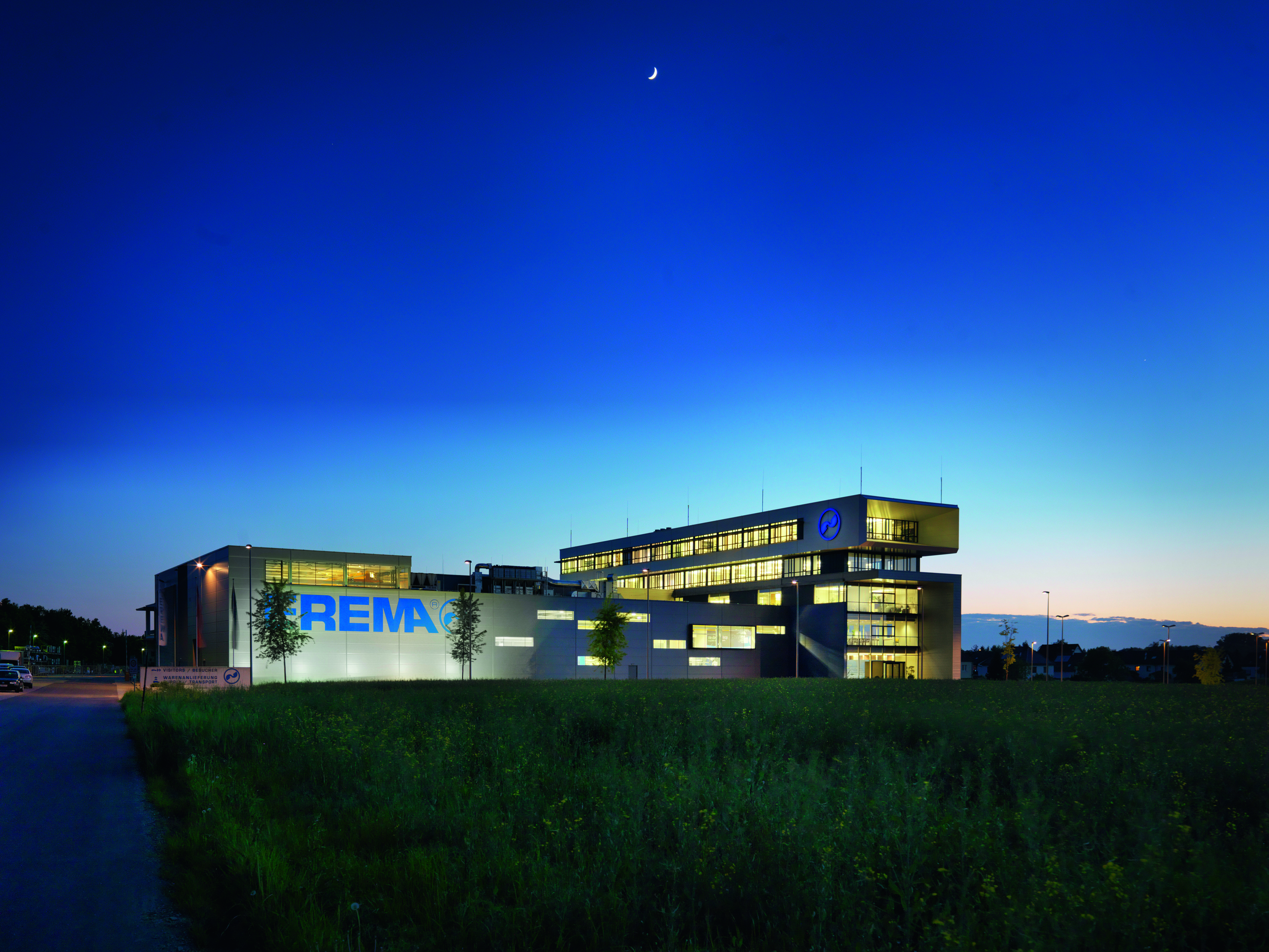
EREMA-Firmensitz Ansfelden

Die EREMA Group GmbH ist ein österreichisches Unternehmen für Kunststoffrecycling mit Sitz in Ansfelden. Bei einer Exportquote von 98,2 Prozent beträgt der konsolidierte Umsatz für das Geschäftsjahr 2022/23 insgesamt über 355 Mio. Euro. Mit Niederlassungen in den USA, China, Russland und Südafrika sowie über 50 Vertretungen sind über 900 Mitarbeiter für das Unternehmen tätig.

## Geschichte
1983 erfolgte die Firmengründung der EREMA (Engineering Recycling Maschinen und Anlagen) GmbH, die auf die Entwicklung und Produktion von Kunststoffrecycling-Anlagen und -techniken spezialisiert war. Ausschlaggebend für den Unternehmenserfolg war die patentierte, verfahrenstechnische Anordnung des Schneidverdichters in Kombination mit der unmittelbar verbundenen Extruderschnecke. Im Jahr 1986 wurde der Firmensitz nach Ansfelden (Österreich) verlegt. 1991 wurde die Niederlassung EREMA North America mit Sitz in Ipswich, Massachusetts, gegründet. Ebenso 1991 gründete EREMA das Schwesterunternehmen 3S mit Sitz in Roitham am Traunfall (Österreich). 1993 erfolgte die Patentanmeldung der TVE-Technik, bei der die Schmelzefiltration vor der Extruderentgasung angeordnet wurde. 1996 wurde die Vacurema-Technik entwickelt.
2001 gründete EREMA eine Niederlassung in Shanghai. 2010 ließ EREMA das Counter Current-System patentieren, welches in verschiedenen Anlagen eingesetzt wird. 2012 wurde das EREMA Customer Centre in der Firmenzentrale in Ansfelden eröffnet. Dort werden auf 1.200 m² sieben Kunststoffrecycling-Anlagen präsentiert, die für Materialversuche von Kunden und Interessenten zur Verfügung stehen. 2015 erfolgte die Gründung einer weiteren Niederlassung in Russland. Im gleichen Jahr wurde das Schwesterunternehmen Pure Loop gegründet. Im Frühjahr 2016 wurde mit Umac das dritte Schwesterunternehmen der EREMA Group gegründet. Im Jahr 2018 wurde die Mehrheit am italienischen Unternehmen Plasmac gekauft – die restlichen Unternehmensanteile werden von der Syncro Group gehalten. Und im Jahr 2019 wurde die ehemalige Business Unit der EREMA Engineering Recycling Maschinen und Anlagen GmbH die Keycycle GmbH in ein eigenes Unternehmen umgewandelt. 

## Unternehmensgruppe
Zur EREMA Gruppe zählen die Unternehmen EREMA – mit der Business Unit Powerfil – sowie 3S, Pure Loop, Umax, Plasmac, Keycycle, Plasticpreneur und Blueone Solutions.

### EREMA Engineering Recycling Maschinen und Anlagen Gesellschaft m.b.H.
EREMA produziert am Hauptsitz in Ansfelden Recyclinganlagen und -Kerntechnologien. Mit diesen können thermoplastischen Kunststoffe wie PE, PP, PET, PS, ABS, PA, PC, Biopolymere oder Compounds in Form von Folien, Mahlgut, Hohlkörper, Schaum, Fasern oder Bändchen zu Rezyklaten verarbeitet werden.

### Powerfil
Powerfil bietet Filtersysteme, die nicht nur für EREMA-Anlagen geeignet sind.

### 3 S Schnecken + Spindeln + Spiralen Bearbeitungsgesellschaft m.b.H.
3S, gegründet 1991, ist ein Produktionsbetrieb mit dem Schwerpunkt auf der Fertigung von Kernteilen für die Extrusionsbranche und Ölindustrie (u. a. Schnecken, Zylinder, Einzugsteile). Das Unternehmen beschäftigt ca. 70 Mitarbeiter. Seit 2010 besitzt 3S neben dem Hauptsitz in Roitham einen zweiten Produktionsstandort in St. Barbara (Österreich). 3S ist im Bereich der Extruderschnecken auf die Fertigung von hoch verschleißgeschützten Einheiten spezialisiert.

### Pure Loop GesmbH
Pure Loop beschäftigt sich mit dem Recycling von sauberen Produktionsabfällen mittels Schredder-Extruder-Technik. Die Isec evo Schredder-Extruder-Technik ist für das Regranulieren von Produktionsabfällen wie Folien, Bändchen, Fasern, Vliese, Gewebe, Hohlkörper oder soliden Kunststoffteilen konzipiert.

### Umac GmbH
Die Dienstleistungen von Umac umfassen Bewertung, Rückkauf, Aufbereitung, Verkauf und die Inbetriebnahme von gebrauchten Recyclinganlagen und -komponenten.

### Plasmac Srl
Mit 1. Jänner 2019 hat die österreichische EREMA Group 60 Prozent am Recyclingmaschinenhersteller Plasmac Srl übernommen, der Kunststoffrecycling-Produkte anbietet. Die restlichen 40 Prozent an dem Recyclingmaschinenhersteller hält die in Italien ansässige Syncro Group.

### Keycycle GmbH
Das Angebot von Keycycle umfasst Produkte für Kunststoffrecycling-Vorhaben. Dazu zählen u. a. Engineering- und Integrationsdienstleistungen, Machbarkeitsstudien, Fabrik- und Logistikplanung sowie Projektmanagement.

### Plasticpreneur GmbH
Plasticpreneur produziert kleinere und mobile Recyclingprodukte.

### Blueone Solutions GmbH
Die EREMA Group und Lindner Holding halten jeweils 50 % am Unternehmen. Durch die Betrachtung des Gesamtprozesses soll die Energieeffizienz gesteigert und eine hohe Rezyklatqualität erreicht werden. Die Lindner Washtech ist ein Tochterunternehmen von Blueone Solutions.